# 湖南省应急管理厅
湖南省应急管理厅是中华人民共和国湖南省人民政府管理湖南省安全生产工作的直属机构。

## 内设机构
- 办公室
- 政策法规处（事故调查处）
- 规划科技与财务处
- 非煤矿山安全监督管理处
- 烟花爆竹安全监督管理处
- 危险化学品安全监督管理处
- 行业安全监督管理处（职业安全健康监督管理处）
- 安全生产协调处
- 人事培训处
- 机关党委
- 纪检（监察）室[1]

## 直属机构
- 湖南省安全生产执法总队
- 湖南省安全生产应急救援指挥中心
- 湖南省安全生产信息调度中心
- 湖南安全技术职业学院[2]